# Calulu

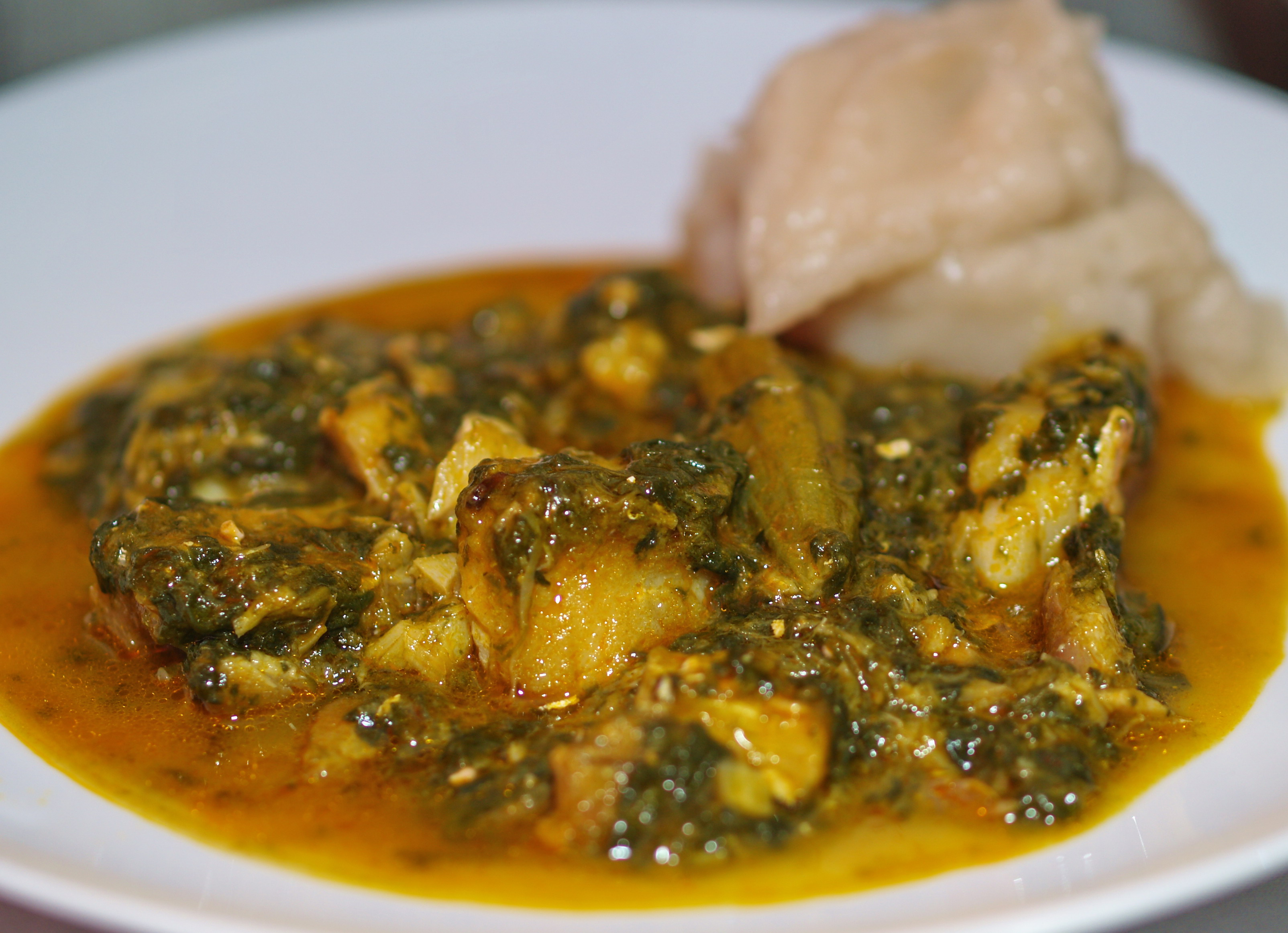
Calulu à base de poisson.

Le Calulu est un plat typique de l'Angola et de São Tomé et Príncipe.
Il peut être préparé avec du poisson frais et séché ou de la viande séchée. Les autres ingrédients comprennent les tomates, l'ail, le gombo, les patates douces, les épinards, les courgettes et l'huile de palme.
En Angola, le calulu de poisson est préparé dans une poêle dans laquelle des couches de poisson séché et de poisson frais sont intercalées avec les autres ingrédients. Il est cuit à feu moyen et servi avec des champignons et des haricots à l'huile de palme. À São Tomé et Príncipe, le calulu de poisson peut également être préparé avec des crevettes.
Le calulu de bœuf est préparé avec de la viande séchée préalablement trempée. Il est cuit à feu moyen et servi avec des champignons et des haricots à l'huile de palme.

## Tradition à São Tomé et Príncipe
À São Tomé et Príncipe, le calulu est un repas familial courant et est par ailleurs utilisé lors des fêtes religieuses, où il est souvent distribué dans les églises. Il est aussi servi lors des mariages et des cérémonies funéraires. Il est localement considéré comme un mets riche, pouvant être offert à un étranger. La viande peut être du poulet, du porc ou du bœuf. Il est consommé dans tout le pays.

## Origine du mot
En Angola, kulúlu est le nom donné par les Bacongo à la portion de nourriture séparée à la fin du repas, par les femmes, pour la laisser à leur mari et est considéré par de nombreux linguistes comme la véritable origine du mot. Certaines références suggèrent cependant une origine non africaine du nom du plat.
Certains dictionnaires utilisent le mot "calalu" pour désigner divers légumes, tels que les feuilles d'igname. Cet aliment se  retrouve également en Jamaïque où on l'appelle callaloo. Au Brésil, « caruru », mot dérivé du tupi-guarani « caaruru », désigne un type d'amarante endémique ou originaire d'Amérique du Sud, mais aussi très populaire en Afrique. Dans ce pays, le plat appelé caruru s'apparente au calulu d'Angola.
D'autre part, ce terme semble avoir des origines arawak et est entré dans la langue européenne via l'espagnol d'Amérique du Sud. Apparemment, la plante (l'igname, comme le gombo) aurait été apportée aux Amériques par les esclaves africains, mais le nom de la plante et de l'aliment aurait été importé de cette région vers l'Afrique de l'Ouest. Il convient toutefois de noter que plusieurs linguistes affirment que le mot apparaît dans cette région et qu'il provient à l'origine de la langue tupi-guarani.